# Rockad
Den här artikeln använder algebraisk schacknotation för att beskriva schackdragen.

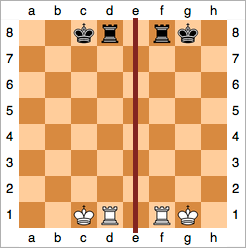
De fyra positioner som en rockad kan resultera i: observera att kungen i samtliga fall flyttat två steg från e-linjen

Rockad är ett specialdrag i schack där man i ett drag flyttar kungen och ett av tornen. 

## Strategisk betydelse
Rockaden har vanligtvis två syften: att med ett drag ställa kungen i en mer skyddad position, samtidigt som ett av tornen får en mer aktiv placering på brädet. Rockaden är det enda regelrätta sättet att flytta två egna pjäser i samma drag. Utan denna manöver skulle motsvarande pjäsflytt kräva minst 3 drag, men tack vare rockadregeln kan den utföras i ett enda.

## Lång och kort rockad
Det finns två olika typer av rockad, emellertid flyttas både kungen och tornet i båda fallen endast längs baslinjen, och i båda fallen flyttas kungen alltid två steg.
- Kort rockad innebär att kungen flyttas två steg, från e-linjen till g-linjen, och att h-tornet flyttas till fältet omedelbart på kungens andra sida, alltså på f-linjen.
- Lång rockad innebär att kungen flyttas två steg, från e-linjen till c-linjen, varefter a-tornet flyttas till fältet omedelbart på kungens andra sida, alltså på d-linjen.

## Regler
|   | a | b | c | d | e | f | g | h |   |
| 8 | a8 svart torn · h8 svart torn · e7 svart kung · g3 svart springare · a1 vit torn · e1 vit kung · h1 vit torn | a8 svart torn · h8 svart torn · e7 svart kung · g3 svart springare · a1 vit torn · e1 vit kung · h1 vit torn | a8 svart torn · h8 svart torn · e7 svart kung · g3 svart springare · a1 vit torn · e1 vit kung · h1 vit torn | a8 svart torn · h8 svart torn · e7 svart kung · g3 svart springare · a1 vit torn · e1 vit kung · h1 vit torn | a8 svart torn · h8 svart torn · e7 svart kung · g3 svart springare · a1 vit torn · e1 vit kung · h1 vit torn | a8 svart torn · h8 svart torn · e7 svart kung · g3 svart springare · a1 vit torn · e1 vit kung · h1 vit torn | a8 svart torn · h8 svart torn · e7 svart kung · g3 svart springare · a1 vit torn · e1 vit kung · h1 vit torn | a8 svart torn · h8 svart torn · e7 svart kung · g3 svart springare · a1 vit torn · e1 vit kung · h1 vit torn | 8 |
| 7 | a8 svart torn · h8 svart torn · e7 svart kung · g3 svart springare · a1 vit torn · e1 vit kung · h1 vit torn | a8 svart torn · h8 svart torn · e7 svart kung · g3 svart springare · a1 vit torn · e1 vit kung · h1 vit torn | a8 svart torn · h8 svart torn · e7 svart kung · g3 svart springare · a1 vit torn · e1 vit kung · h1 vit torn | a8 svart torn · h8 svart torn · e7 svart kung · g3 svart springare · a1 vit torn · e1 vit kung · h1 vit torn | a8 svart torn · h8 svart torn · e7 svart kung · g3 svart springare · a1 vit torn · e1 vit kung · h1 vit torn | a8 svart torn · h8 svart torn · e7 svart kung · g3 svart springare · a1 vit torn · e1 vit kung · h1 vit torn | a8 svart torn · h8 svart torn · e7 svart kung · g3 svart springare · a1 vit torn · e1 vit kung · h1 vit torn | a8 svart torn · h8 svart torn · e7 svart kung · g3 svart springare · a1 vit torn · e1 vit kung · h1 vit torn | 7 |
| 6 | a8 svart torn · h8 svart torn · e7 svart kung · g3 svart springare · a1 vit torn · e1 vit kung · h1 vit torn | a8 svart torn · h8 svart torn · e7 svart kung · g3 svart springare · a1 vit torn · e1 vit kung · h1 vit torn | a8 svart torn · h8 svart torn · e7 svart kung · g3 svart springare · a1 vit torn · e1 vit kung · h1 vit torn | a8 svart torn · h8 svart torn · e7 svart kung · g3 svart springare · a1 vit torn · e1 vit kung · h1 vit torn | a8 svart torn · h8 svart torn · e7 svart kung · g3 svart springare · a1 vit torn · e1 vit kung · h1 vit torn | a8 svart torn · h8 svart torn · e7 svart kung · g3 svart springare · a1 vit torn · e1 vit kung · h1 vit torn | a8 svart torn · h8 svart torn · e7 svart kung · g3 svart springare · a1 vit torn · e1 vit kung · h1 vit torn | a8 svart torn · h8 svart torn · e7 svart kung · g3 svart springare · a1 vit torn · e1 vit kung · h1 vit torn | 6 |
| 5 | a8 svart torn · h8 svart torn · e7 svart kung · g3 svart springare · a1 vit torn · e1 vit kung · h1 vit torn | a8 svart torn · h8 svart torn · e7 svart kung · g3 svart springare · a1 vit torn · e1 vit kung · h1 vit torn | a8 svart torn · h8 svart torn · e7 svart kung · g3 svart springare · a1 vit torn · e1 vit kung · h1 vit torn | a8 svart torn · h8 svart torn · e7 svart kung · g3 svart springare · a1 vit torn · e1 vit kung · h1 vit torn | a8 svart torn · h8 svart torn · e7 svart kung · g3 svart springare · a1 vit torn · e1 vit kung · h1 vit torn | a8 svart torn · h8 svart torn · e7 svart kung · g3 svart springare · a1 vit torn · e1 vit kung · h1 vit torn | a8 svart torn · h8 svart torn · e7 svart kung · g3 svart springare · a1 vit torn · e1 vit kung · h1 vit torn | a8 svart torn · h8 svart torn · e7 svart kung · g3 svart springare · a1 vit torn · e1 vit kung · h1 vit torn | 5 |
| 4 | a8 svart torn · h8 svart torn · e7 svart kung · g3 svart springare · a1 vit torn · e1 vit kung · h1 vit torn | a8 svart torn · h8 svart torn · e7 svart kung · g3 svart springare · a1 vit torn · e1 vit kung · h1 vit torn | a8 svart torn · h8 svart torn · e7 svart kung · g3 svart springare · a1 vit torn · e1 vit kung · h1 vit torn | a8 svart torn · h8 svart torn · e7 svart kung · g3 svart springare · a1 vit torn · e1 vit kung · h1 vit torn | a8 svart torn · h8 svart torn · e7 svart kung · g3 svart springare · a1 vit torn · e1 vit kung · h1 vit torn | a8 svart torn · h8 svart torn · e7 svart kung · g3 svart springare · a1 vit torn · e1 vit kung · h1 vit torn | a8 svart torn · h8 svart torn · e7 svart kung · g3 svart springare · a1 vit torn · e1 vit kung · h1 vit torn | a8 svart torn · h8 svart torn · e7 svart kung · g3 svart springare · a1 vit torn · e1 vit kung · h1 vit torn | 4 |
| 3 | a8 svart torn · h8 svart torn · e7 svart kung · g3 svart springare · a1 vit torn · e1 vit kung · h1 vit torn | a8 svart torn · h8 svart torn · e7 svart kung · g3 svart springare · a1 vit torn · e1 vit kung · h1 vit torn | a8 svart torn · h8 svart torn · e7 svart kung · g3 svart springare · a1 vit torn · e1 vit kung · h1 vit torn | a8 svart torn · h8 svart torn · e7 svart kung · g3 svart springare · a1 vit torn · e1 vit kung · h1 vit torn | a8 svart torn · h8 svart torn · e7 svart kung · g3 svart springare · a1 vit torn · e1 vit kung · h1 vit torn | a8 svart torn · h8 svart torn · e7 svart kung · g3 svart springare · a1 vit torn · e1 vit kung · h1 vit torn | a8 svart torn · h8 svart torn · e7 svart kung · g3 svart springare · a1 vit torn · e1 vit kung · h1 vit torn | a8 svart torn · h8 svart torn · e7 svart kung · g3 svart springare · a1 vit torn · e1 vit kung · h1 vit torn | 3 |
| 2 | a8 svart torn · h8 svart torn · e7 svart kung · g3 svart springare · a1 vit torn · e1 vit kung · h1 vit torn | a8 svart torn · h8 svart torn · e7 svart kung · g3 svart springare · a1 vit torn · e1 vit kung · h1 vit torn | a8 svart torn · h8 svart torn · e7 svart kung · g3 svart springare · a1 vit torn · e1 vit kung · h1 vit torn | a8 svart torn · h8 svart torn · e7 svart kung · g3 svart springare · a1 vit torn · e1 vit kung · h1 vit torn | a8 svart torn · h8 svart torn · e7 svart kung · g3 svart springare · a1 vit torn · e1 vit kung · h1 vit torn | a8 svart torn · h8 svart torn · e7 svart kung · g3 svart springare · a1 vit torn · e1 vit kung · h1 vit torn | a8 svart torn · h8 svart torn · e7 svart kung · g3 svart springare · a1 vit torn · e1 vit kung · h1 vit torn | a8 svart torn · h8 svart torn · e7 svart kung · g3 svart springare · a1 vit torn · e1 vit kung · h1 vit torn | 2 |
| 1 | a8 svart torn · h8 svart torn · e7 svart kung · g3 svart springare · a1 vit torn · e1 vit kung · h1 vit torn | a8 svart torn · h8 svart torn · e7 svart kung · g3 svart springare · a1 vit torn · e1 vit kung · h1 vit torn | a8 svart torn · h8 svart torn · e7 svart kung · g3 svart springare · a1 vit torn · e1 vit kung · h1 vit torn | a8 svart torn · h8 svart torn · e7 svart kung · g3 svart springare · a1 vit torn · e1 vit kung · h1 vit torn | a8 svart torn · h8 svart torn · e7 svart kung · g3 svart springare · a1 vit torn · e1 vit kung · h1 vit torn | a8 svart torn · h8 svart torn · e7 svart kung · g3 svart springare · a1 vit torn · e1 vit kung · h1 vit torn | a8 svart torn · h8 svart torn · e7 svart kung · g3 svart springare · a1 vit torn · e1 vit kung · h1 vit torn | a8 svart torn · h8 svart torn · e7 svart kung · g3 svart springare · a1 vit torn · e1 vit kung · h1 vit torn | 1 |
|   | a | b | c | d | e | f | g | h |   |

Det finns flera villkor för att man ska få göra rockad:
- kungen får inte stå i schack; man kan alltså inte undkomma en schack genom att rockera
- varken kungen eller det torn som används för rockaden får ha flyttats tidigare under partiet
- inget fält mellan kungen och tornet får vara besatt av en annan pjäs; det får alltså inte stå någon annan pjäs emellan dem, oavsett färg
- inget av de fält som kungen rör sig över, eller hamnar på, får vara hotat av någon av motståndarens pjäser; man kan alltså inte flytta in i schack

Observera att en flytt av kung eller ett torn permanent förhindrar rockad under hela återstoden av partiet, även om man sedan flyttar tillbaka kungen eller tornet till respektive utgångsfält. Har man flyttat a-tornet är sålunda lång rockad förbjuden under resten av partiet, och har man flyttat h-tornet är istället kort rockad förbjuden. Har man flyttat kungen så är rockad inte möjlig med någotdera tornet, och även här gäller förbudet under hela återstoden av partiet.
Rockaden räknas som ett kungsdrag. När man gör rockad är det därför viktigt att man rör kungen först och tornet därefter, annars får man bara flytta tornet, i enlighet med rörd är förd-regeln.

## Schacknotation
I schacknotation skrivs kort rockad med koden 0-0 och lång rockad med 0-0-0. I filformatet PGN används istället O-O respektive O-O-O (alltså med de versala bokstäverna "O" istället för siffran "0").

## Överförd betydelse
Ordet rockad används i överförd betydelse om andra platsbyten, till exempel när två tjänstemän byter uppgifter.